# Marc Bernaus
Marc Bernaus Cano (* 2. Februar 1977 in Andorra la Vella) ist ein andorranisch-spanischer Fußballspieler. Der aktuelle Nationalspieler Andorras war 15 Jahre lang im spanischen Vereinsfußball aktiv, bevor er seine Klubkarriere im Jahr 2010 beendete. Bernaus kommt bevorzugt als linker Verteidiger zum Einsatz.

## Karriere

### Verein
Bernaus kam 1994 mit 17 Jahren zum spanischen Weltklub FC Barcelona. Dort spielte er zunächst im Juniorenbereich, bevor er nach etwa einem Jahr in die zweite Mannschaft befördert wurde. Seine erste Partie in der Segunda División machte er am 27. Mai 1995 bei einem Spiel gegen Rayo Vallecano. Zum Stammspieler wurde er schließlich während der Saison 1996/97, als er 27-mal zum Einsatz kam. Richtig durchsetzen konnte er sich in Barcelona jedoch nicht, und als ein Platz in der ersten Mannschaft des Vereins für den mittlerweile 22-jährigen Bernau weiterhin nicht in Reichweite war, entschied er sich im Jahr 1999, den Verein zu wechseln.
Er ging zur Saison 1999/2000 zum CD Toledo, womit er zweitklassig blieb. Für den Verein lief er jedoch insgesamt nur neun Mal auf, sodass er nach einem kurzen Intermezzo beim FC Terrassa schon im Jahr 2000 erneut den Klub wechselte. Bei Gimnàstic de Tarragona spielte er während seiner ersten Spielzeit drittklassig, stieg mit dem Verein zur Spielzeit 2001/02 jedoch in die zweite Liga auf.
In den Saisons 2002/03 und 2003/04 waren seine Arbeitgeber mit UD Las Palmas und dem FC Getafe erneut Zweitligisten, die der Andorraner jedoch nach jeweils einem Jahr wieder verließ. Erst beim FC Elche, dem er sich im Jahr 2004 anschloss, fand er wieder eine sportliche Heimat, der er mehr als zwei Jahre treu blieb. Drei Jahre lang begleitete Bernaus den Verein als Stammspieler. Mit 30 Jahren ging er im Sommer 2007 zum Club Polideportivo Ejido, wo er wieder für ein Jahr spielte. Seine letzte Station war ab 2008 der FC Girona. Im Jahr 2010 beendete er mit 33 Jahren seine Vereinskarriere. Insgesamt stand er in 275 Zweit- und 23 Drittligapartien in Spanien auf dem Feld. Er schoss dabei zwei Tore, die er beide zu seiner Zeit beim FC Barcelona B erzielte.

### Nationalmannschaft
Während Bernau in seiner Jugend für verschiedene Juniorenauswahlen Spaniens einige Spiele absolvierte, entschied er sich, im Seniorenbereich für sein eigentliches Heimatland Andorra aufzulaufen. Sein Debüt in der andorranischen A-Nationalmannschaft gab er am 15. November 2000 beim WM-Qualifikationsspiel gegen Zypern. Sein einziges Länderspieltor erzielte er beim 1:0-Sieg seiner Mannschaft gegen Mazedonien und war damit maßgeblich am ersten Pflichtspielsieg der andorranischen Fußballnationalmannschaft beteiligt.